# Psicología de la Gestalt
Este artículo se refiere a la corriente psicológica. Para información sobre la terapia humanista, véase Terapia Gestalt,  en el caso del enfoque educativo, véase Pedagogía gestalt.

El cubo de Necker y el jarrón de Rubin, dos ejemplos de percepción multiestable.

La psicología de la Gestalt (también llamada psicología de la forma o psicología de la configuración) es una corriente de la psicología moderna, surgida en Alemania a principios del siglo XX, cuyos exponentes más reconocidos fueron los teóricos Max Wertheimer, Wolfgang Köhler, Kurt Koffka y Kurt Lewin.
El término Gestalt proviene del alemán, fue introducido por primera vez por Christian von Ehrenfels y puede traducirse al español como «forma», «figura», «configuración» o «estructura».
La mente configura, gracias a ciertos principios descubiertos por esta misma corriente, los elementos que llegan a ella a través de los canales sensoriales (percepción) o de la memoria (pensamiento, inteligencia y resolución de problemas). En la experiencia que tiene la persona en su interacción con el medio ambiente, esta configuración tiene un carácter primario sobre los elementos que la conforman, y la suma de estos últimos no podría generar por sí sola la comprensión del funcionamiento mental. Este planteamiento se ilustra con el axioma que dice:

El todo es más que la suma de sus partes.

Con él se ha identificado con mayor frecuencia a esta escuela psicológica. El axioma pretende explicar que la organización básica de cuanto percibimos está en relación con una figura en la que nos concentramos, que a su vez es parte de un fondo más amplio, donde hay otras formas. En otras palabras, todo lo percibido es mucho más que información llegada a los sentidos.
En la década de 1930 se generalizaron las críticas a las afirmaciones de la Gestalt y, entre tales críticas, destaca la realizada por la llamada psicología de la Ganzheit, encabezada por Felix Krueger.

## Escuela de la Gestalt
Dos universidades fueron las que obtuvieron los primeros resultados experimentales. Por una parte, estaba la escuela de Graz; por otra, la de Berlín. La escuela de Graz propuso la teoría de la producción, que consideraba la cualidad Gestalt, es decir, la forma o todo, como el producto de un acto perceptivo. Por otra parte, la escuela de Berlín demostró que la Gestalt viene dada de forma inmediata; no es producto de la percepción, sino que, por el contrario, la percepción es producto de la Gestalt. La veracidad de esta afirmación quedó demostrada con el movimiento aparente, con la presentación de dos fenómenos en distintos tiempos.
Los tres psicólogos iniciadores de esta corriente, Max Wertheimer, Wolfgang Köhler y Kurt Koffka, desarrollaron las primeras investigaciones de la Gestalt a principios de la década de 1910. El punto de vista dominante de la época era el estructuralismo, que estaba fuertemente relacionado con el empirismo y estaba basada en tres teorías muy relacionadas entre sí: (1) el «elemental», basado en que todo conocimiento, incluyendo las ideas abstractas, está construido por componentes simples y elementales; (2) «sensorial», basado en los constituyentes más sencillos —átomos de pensamiento— que son elementos básicos de los sentidos; y (3) «asociación» basado en que las ideas más complejas nacen de la asociación de ideas más simples. Estas tres teorías juntas aumentaron la sensación de que la mente construía todas las percepciones, incluidas los pensamientos abstractos, directamente desde las sensaciones más básicas que están relacionadas solamente por la asociación del espacio y el tiempo. Las teorías Gestualistas afirmaban el punto de vista «atomicista» que defendía que el objetivo de la psicología debía ser el romper la consciencia en pequeños elementos. En contraste, la psicología del Gestalt creía que romper los fenómenos psicológicos en partes pequeñas no les llevaría al entendimiento de la psicología. Ellos creían, sin embargo, que el método más fructífero de afrontar los fenómenos psicológicos era organizar y estructurar el todo. Argumentaron que ese «todo» tenía prioridad sobre las «partes» que estaban definidas por una estructura global, en vez de ser al revés. Se podría decir que es un punto de vista macroscópico en vez de microscópico. Las teorías de Gestalt de la percepción están basadas en la inclinación natural del ser humano para entender los objetos y las estructuras en su conjunto, más que por la suma de sus partes.
Los trabajos de Wertherimer sobre el movimiento aparente dieron lugar a la teoría del fenómeno phi, una ilusión óptica de nuestro cerebro que hace percibir movimiento continuo en donde hay una sucesión de imágenes).[cita requerida]

## Leyes o principios
Las leyes de la Gestalt, para la psicología de la Gestalt, son una serie de reglas que explican el origen de las percepciones a partir de los estímulos. Existen múltiples reglas particulares, que se fundamentan en dos reglas generales: la ley de buena forma y la ley de figura y fondo.

### Leyes generales

#### Ley de figura y fondo
La figura es la zona de la percepción en la que se centra la conciencia y el fondo es el resto de la percepción. La ley establece que no es posible percibir simultáneamente la misma zona como figura y fondo, por lo que siempre existen elementos en los que la conciencia se centra y elementos que esta ignora. Cuando no existe dicha oposición de un modo literal, la mente la provoca, mediante el contenido del inconsciente. La percepción subliminal es la percepción del fondo que no llega a hacerse figura y, por lo tanto, no llega a la conciencia, pero influye, de todas maneras, en el inconsciente. La percepción de figura y fondo puede depender de factores tales como la profundidad, la distancia y la oclusión.

#### Ley de pregnancia o buena forma
Uno de los principios fundamentales de la percepción para los gestaltistas es la llamada ley de la prägnanz (traducido generalmente del alemán como pregnancia o, mejor aún, como principio de la buena forma), que afirma la tendencia de la experiencia perceptiva a adoptar las formas más simples posibles. Las partes de una figura que tiene «buena forma» o que indican una dirección o destino común forman con claridad unidades autónomas en el conjunto. Esta ley permite la fácil lectura de figuras que se interfieren formando aparentes confusiones, pero en donde prevalecen sus propiedades de «buena forma» o destino común, se ven como desglosadas del conjunto.
La ley de la buena forma establece que la mente atribuye la mejor forma posible a la percepción. Esta ley se compone de leyes particulares, ya que la mente emplea varios criterios para determinar cuál forma es mejor. De ese modo, se puede hablar de la ley del cierre, del contraste, de la proximidad, de la similitud, de la continuidad, del movimiento común, entre otros. En las ilusiones ópticas paradójicas, la mente intenta atribuir formas conocidas a las partes de una forma desconocida, pero, cuando se ensambla la totalidad, se produce un error.

### Leyes particulares
Entre otras, se puede mencionar:
- Ley del Contraste: Una forma es mejor percibida cuanto mayor sea contraste entre el fondo y la figura.[5][7]
- Ley de Jerarquización: Una forma es mejor percibida cuanto más principal y menos accesoria la mente la interprete.[7]
- Ley de Birkhoff: Una forma es mejor percibida cuantos más ejes tenga.[7]
- Ley de Memoria: Una forma es mejor percibida cuantas más veces haya sido vista.[7]
- Ley del Cierre: Una forma es mejor percibida cuanto más cerrada sea. Si un contorno no está completamente cerrado, la mente tiende a cerrarlo.[5][6][7]
- Ley de la Continuidad: Una forma es mejor percibida cuanto más continua sea. Si el patrón se rompe, la mente tiende a continuarlo.[5][6]
- Ley de la Proximidad: Los elementos aislados, pero con cierta cercanía, tienden a ser considerados como grupos.[5][6][7]
- Ley de la Simetría: Los elementos aislados, pero con cierta simetría, tienden a ser considerados como grupos.[6]
- Ley de la Similitud: Los elementos aislados, pero con cierta similitud, tienden a ser considerados como grupos.[5][6]
- Ley del Movimiento Común: Los elementos aislados, pero con movimiento común, tienden a ser considerados como grupos.[5][6]
- Ley de Invariancia Topológica: Una buena forma resiste a las deformaciones a las que sea sometida.[7]
- Ley de Enmascaramiento: Una buena forma resiste a las perturbaciones a las que sea sometida.[7]

Ley del cierre

Ley de semejanza

Ley de la proximidad

#### Principio de similitud
La mente agrupa los elementos similares en una entidad. La semejanza depende de la forma, del tamaño, del color y de otros aspectos visuales de los elementos. Además, semeja las agrupaciones existentes en nuestra realidad a partir de la experiencia o praxis vivencial de nuestra memoria icónica.

#### Principio de proximidad
Habla del agrupamiento parcial o secuencial de elementos que lleva a cabo la mente, con base en la distancia. Los objetos adjuntos tienden a ser vistos como una unidad. Los estímulos que están próximos tienden a percibirse como parte de la misma unidad.

#### Principio de simetría
Las imágenes simétricas son percibidas como iguales, como un solo elemento, en la distancia. Este principio tiene tal trascendencia que va más allá del campo de la percepción de las formas y constituye uno de los principios o fenómenos fundamentales de la naturaleza. La biología, la matemática, la química y la física, incluso la misma estética, se organizan siguiendo las leyes especulares, simples o múltiples, de la simetría.

#### Principio de continuidad
Los detalles que mantienen un patrón o dirección tienden a agruparse juntos, como parte de un modelo. Es decir, percibimos elementos continuos, aunque estén interrumpidos entre sí. Tiene elementos de cierre porque las partículas independientes tratan de formar figuras, partiendo de la ley de cierre. De igual modo, toma propiedades de la ley de buena figura o destino común, al generar la elección de las formas más simples y rotundas. También toma elementos de la ley de experiencia, pues se decide por aquellas formas que tienen figuras reconocibles o son más familiares para la persona que percibe (llamado perceptor). Este principio tiene como caracteres propios la manera de presentarnos las formas. Estas se nos muestran de manera incompleta, inconclusas, como abreviaturas o como esquemas de fácil interpretación.

#### Principio de dirección común
Implica que los elementos que parecen construir un patrón o un flujo en la misma dirección se perciben como una figura. Por ejemplo, las bandadas de pájaros que vuelan como un todo, es decir, como si se tratara de un organismo único.

#### Principio de simplicidad
Afirma que el individuo organiza sus campos perceptuales con rasgos simples, regulares y tiende a formas buenas.

#### Principio de igualdad o equivalencia
Dice que, cuando concurren varios elementos de diferentes clases, hay una tendencia a constituir grupos con los que son iguales. Esta experiencia la presentamos aislada, para evitar la influencia de otras leyes y por ello están equidistantes todos los elementos integrantes. Si las desigualdades se basan en el color, el efecto es más sorprendente que en la forma. Ahondando en las desigualdades, si se potencian las formas iguales, con un color común, se establecen condicionantes potenciadores, para el fenómeno agrupador de la percepción. En el caso de que el color no sea común en ambas figuras, acceden ampliamente a ser vistas como experiencia visionaria.

#### Principio del cerramiento o del cierre
Las líneas que circundan una superficie se captan, en igualdad de circunstancias, más fácilmente como unidad o como figura, en comparación con aquellas otras que se unen entre sí. Las circunferencias, cuadriláteros o triángulos producen el efecto de cerramiento. Esta nueva ley parece ser operativa porque señala el hecho de que las líneas rectas paralelas forman grupos más definidos y estables que los puntos, que delimitan un espacio con más dificultad.
Al igual que esto las manzanas son rojas tan claro como que existen diferentes colores así mismo existen diferentes personalidades.

### Principio de experiencia
Asegura que, desde el punto de vista biológico, el propio sistema nervioso se ha ido formando por el condicionamiento del mundo exterior.
Ernst Mach definió las propiedades de las formas especiales y auditivas como totalidades principales perceptuales. Estas formas poseen cualidades que las distinguen de sus elementos; las sensaciones se organizan en la conciencia y crean cualidades formales que pueden ser novedosas.
- Pensamiento holístico: el todo es siempre más que la suma de sus partes.
- Fundamentos fenomenológicos: los fenómenos son objeto de estudio de interés para la psicología. El análisis psicológico debe proceder de los fenómenos a su esencia.
- Metodología: la psicología de la Gestalt realiza experimentos parecidos a los sucesos de la vida (realidad) empleando pocos sujetos.
- Isomorfosis: los procesos psicológicos se relacionan de modo directo con procesos biológicos, en especial cerebrales.

Estas percepciones, afirmaba Edgar Rubin, surgen como un todo y en forma gradual. Tales figuras demuestran que nuestras percepciones son activadas, vívidas y organizadas; no somos simples receptores pasivos de estímulos sensoriales.
Los psicólogos de la Gestalt afirmaron que los principios de la organización perceptual no solo explican nuestras percepciones visuales, sino también nuestras percepciones auditivas y táctiles y procesos mentales superiores tales como la memoria.

## Antecedentes filosóficos y psicológicos

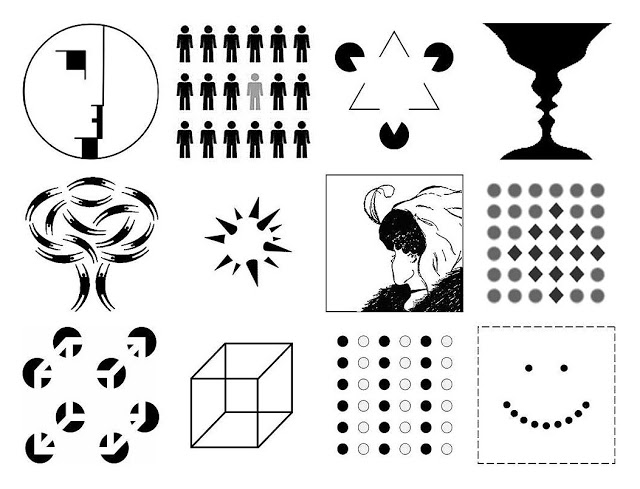
Composición con los principios de la Gestalt, diseño gráfico (Programa Educativo Gestalt, 2011).

La psicología de la Gestalt queda inscrita dentro la tradición filosófica alemana del siglo XIX, y entre sus influencias principales están las siguientes:
- Immanuel Kant: La filosofía kantiana se refleja principalmente en el pensamiento trascendental que tenía Kant, que asigna a la imaginación como condición subjetiva y a priori de la percepción, pues el fenómeno es ya una síntesis, una construcción mental, cuya materia procede de los estímulos (sensibilia), pero cuya forma impone el hacer (verbo tun, en alemán) desde la imaginación, espacio y tiempo, pues no solo lo que hay, sino también según somos, según el yo imaginante y pensante. Todo pensar supone al sujeto que piensa (René Descartes) y, por consiguiente, la representación no es un simple reflejo. La noción de que la imaginación hace posible el conocimiento sensible o su trascendental actividad en nuestra "visión" del mundo fueron previstas ya por el asociacionismo de David Hume, y mucho antes que él por Juan Huarte de San Juan, en su Examen de ingenios (1575).
- Edmund Husserl: La fenomenología es reconocida como la raíz teórica fundamental de esta escuela psicológica, debido a su comprensión de la experiencia consciente como una experiencia fenoménica. Tanto en los conceptos fundamentales de la teoría de la Gestalt como en sus métodos experimentales existe la necesidad de comprender la experiencia consciente como vía fundamental para la descripción de los procesos mentales.

## La percepción del movimiento aparente
La percepción del movimiento es la respuesta que da nuestro sistema visual en función del tiempo. Existen dos tipos de respuestas según el estado del estímulo: La respuesta lenta y la rápida.
Según el corriente psicológico de la Gestalt, la mente tiene unas leyes a través de las cuales configura los estímulos que les llegan. Estos elementos le pueden llegar a través del canal sensorial (percepción) o de la memoria (pensamiento). La mente da forma a lo que vemos y así percibimos los elementos individuales como un todo. De esta manera, cuando nuestro cerebro ve una serie de puntos individuales, los puede relacionar como un conjunto y cuando se muevan nuestra mente los concebirá como una única forma en movimiento.
No es estrictamente necesario que el movimiento se produzca de verdad para que nosotros tengamos la sensación de que alguna cosa se mueve. Max Wertheimer observó que cuando se encienden dos luces separadas por un espacio pequeño y con intervalos de encendido cortos, el observador tiene la sensación de movimiento. Esto se llama Movimiento Estroboscópico. Siguiendo este principio, se explica la sensación de movimiento que tenemos cuando vamos al cine o vemos la televisión, aquí hay un cambio de fotogramas de 24 veces por segundo. 

## Gestalt y diseño

Motivo central del logotipo de la Bauhaus, 1921-1922.
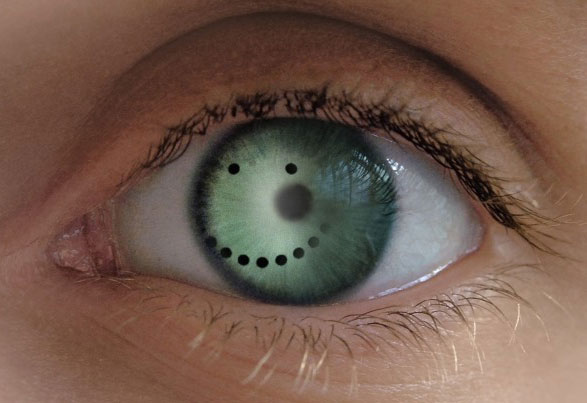
Gestalt en el ojo, montaje digital, 2011.
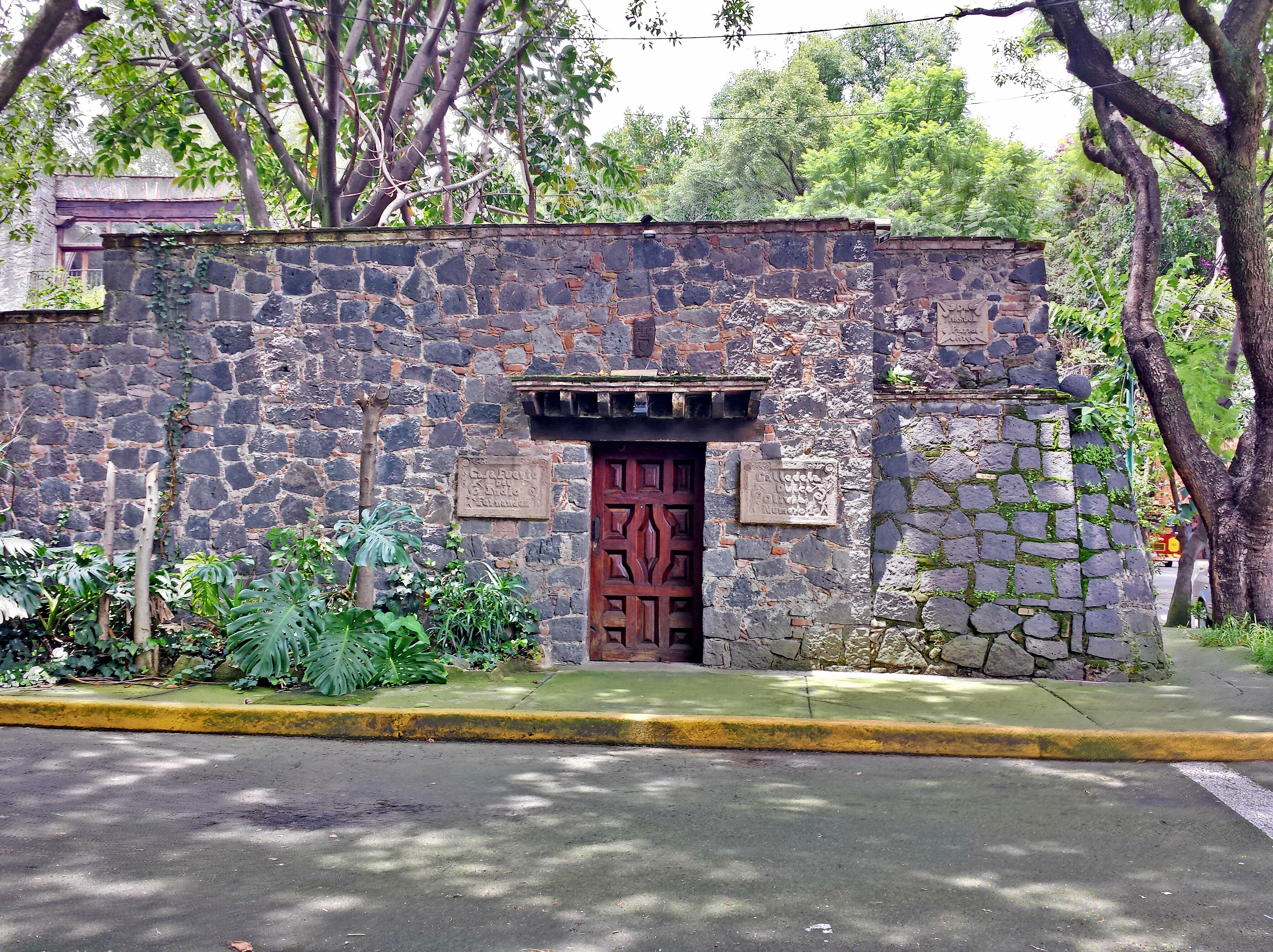
No percibimos una forma como figura y a la vez como fondo. La figura es todo lo que no es fondo. La puerta como figura y la fachada como fondo. La fachada como figura y el paisaje como fondo. El paisaje como figura y el cielo como fondo.